# Astro Maya HD
Astro Maya HD是马来西亚Astro拥有的第二个马来语高清频道，也是NJOI首個免費马来语高清頻道，全天候24小时播出。该频道主要的节目是与Astro Prima，Astro Oasis，Astro Ceria和Astro TVIQ同步播出。Astro Maya HD于2019年1月13日正式停播。但是在2022年8月1日，Astro Maya HD复播在新加坡Singtel TV，并改为隨選視訊。